# John Winthrop Chanler
John Winthrop Chanler (14 septembre 1826, New York - 19 octobre 1877, Barrytown) est un avocat et homme politique américain.

## Biographie
Descendant de Wait Winthrop (en), de Joseph Dudley (en) et de Pieter Stuyvesant, il suit ses études à l'Université Columbia et à l'Université de Heidelberg. Il devient avocat à New York.
En 1858, il devient membre de la New York State Assembly, et, en 1860, décline sa nomination comme candidat au Sénat de l'État de New York.
Il est élu à la Chambre des représentants des États-Unis en 1863.

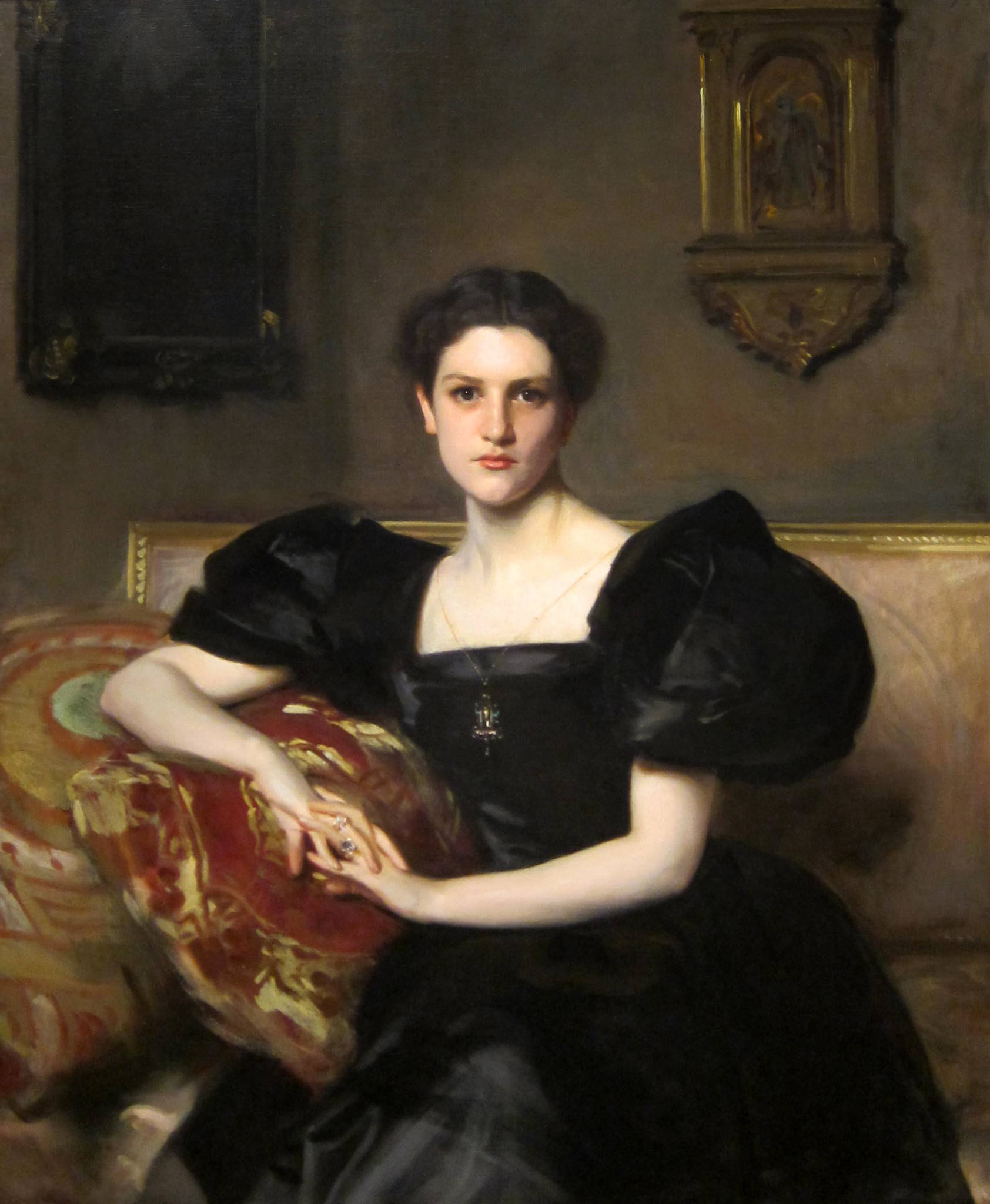
Portrait de sa fille Elizabeth Winthrop Chanler, épouse de, par John Singer Sargent.

Marié à Margaret Astor Ward, fille de Samuel Cutler Ward (en) et petite-fille de William Backhouse Astor, Sr. (en), il est le père de William A. Chanler, de Lewis Stuyvesant Chanler (en) et de Robert Winthrop Chanler (en), ainsi que le beau-père de John Jay Chapman (en) et de Louise Rives (en).

## Sources
- (en) Cet article est partiellement ou en totalité issu de l’article de Wikipédia en anglais intitulé « John Winthrop Chanler » (voir la liste des auteurs).
- Notices d'autorité :   - VIAF
  - ISNI
  - LCCN
  - WorldCat
- Ressource relative à la vie publique :   - Biographical Directory of the United States Congress